# Skośna Szpara
Skośna Szpara – jaskinia, a właściwie schronisko, w Dolinie Chochołowskiej w Tatrach Zachodnich. Wejście do niej znajduje się w górnej części Wielkich Korycisk, w lewym orograficznie zboczu doliny, w pobliżu jaskiń: Wilcza Nora, Szczelina w Wielkich Koryciskach i Schron w Wielkich Koryciskach, na wysokości 1065 metrów n.p.m. Długość jaskini wynosi 4,5 metrów, a jej deniwelacja 0,8 metrów.

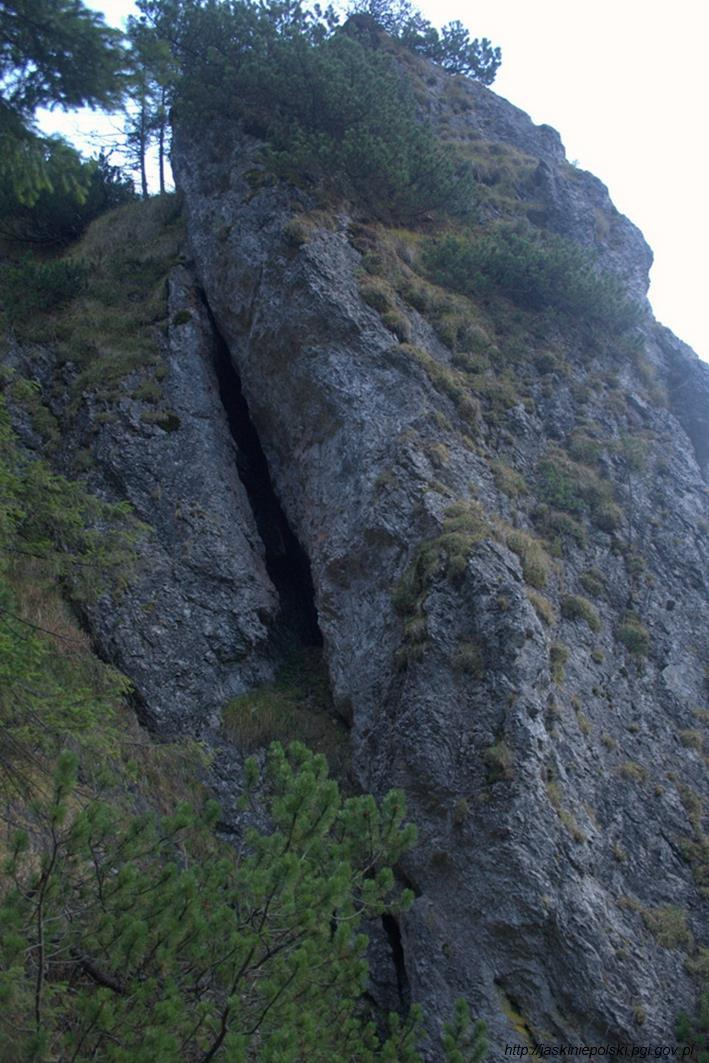
Otwór jaskini

## Opis jaskini
Jaskinię tworzy szczelinowy, wysoki i początkowo idący do góry korytarz, do którego prowadzi wąski i wysoki otwór wejściowy. Korytarz kończy się szczeliną nie do przejścia.

## Przyroda
W jaskini można spotkać nacieki grzybkowe. Na ścianach brak jest roślinności. Przy otworze rosną paprocie, mchy, porosty i trawy.

## Historia odkryć
Jaskinię odkrył leśniczy Tomasz Mączka. Jej pierwszy plan i opis sporządziła I. Luty w 2013 roku.